# Townesion
Townesion (лат.) — род наездников из семейства Ichneumonidae (подсемейство Banchinae, триба Glyptini Cushman & Rohwer, 1920). Дальний Восток. Род был выделен в 1993 году российским энтомологом Дмитрием Рафаэлевичем Каспаряном и назван в честь американского гименоптеролога Генри Таунса (англ. Henry Townes) в признании его фундаментального вклада в исследовании ихневмоноидных наездников.

## Описание
Передние крылья длиной около 5—6 мм. Жгутик усика состоит из 33—35 сегментов. Мандибулы узкие с двумя мелкими зубцами. Клипеальные ямки неразличимые, маленькие. Мезоплевры без мезэпимер и мезоплевральной ямки. Проподеум без валиков и полностью слит с мезоплеврами (есть только метаплевральная ямка). Тазики отодвинуты от основания брюшка. На 4-м тергите расположены две пары зубцов, направленных назад. 5-7-й тергиты редуцированы и вместе с яйцекладом втянуты под 4-й тергит. На 2-м тергите расположены пара косых канавок, идущих от середины в основании тергита до его заднего края. 2-4-й тергиты несут грубую пунктировку, склеротизированы, боковые края резкие; эпиплевры редуцированы. Дыхальца на 1-м тергите очень маленькие и из-за грубой пунктировки неотчётливые. Восточная Палеарктика: Россия (Приморский край), Япония.

## Систематика
2 вида. Некоторые авторы рассматривают Townesion вместе с родом Sachtlabenia в составе отдельного подсемейства Townesioninae Kasparyan, 1993.
- Townesion japonicus Kasparyan, 1993 — остров Хонсю (Япония)
- Townesion ussuriensis Kasparyan, 1993 — Приморский край (Россия)